# Evita (soundtrack)
Evita je třetí soundtrackové album americké zpěvačky Madonny, vydané 12. listopadu 1996 Warner Bros. Records. Album zahrnuje písně v podání Antonia Banderase, Jonathana Pryce a Jimmy Naila. Album bylo vydáno společně s filmovým zpracováním stejnojmenného muzikálu.